# Eigenmannia virescens
El pez cuchillo (Eigenmannia virescens) es una especie de pez eléctrico sudamericano de agua dulce de la familia Sternopygidae. Se comercializa como pez de acuario.

## Descripción
Pez de cuerpo alargado y comprimido de entre 13 y 15 cm de largo. La cola está representada por un apéndice óseo-cartilaginoso. Sobre el cuerpo presenta líneas negras que corren por la parte inferior de los costados, siendo la línea más intensa la que corre sobre la aleta anal. La coloración es pardo verdosa transparente siendo la porción ventral más clara.
Morfológicamente la característica más distintiva de todas las especies de la familia es la de presentar los husos de la serie infraorbitaria bien desarrollados y el poseer dientes diminutos del tipo villiforme en ambas mandíbulas.

## Distribución
Especie amplia distribución en los ríos de Sur América. Su rango de distribución abarca desde la cuenca del río Magdalena en Colombia hasta el río de La Plata en Argentina incluyendo Perú, Bolivia, Paraguay, Uruguay, Brasil, Venezuela Guyana y Surinam.